# Coupe de France 1921/1922
Pátý ročník Coupe de France (francouzského fotbalového poháru) se konal od 18. září 1921 do 7. května 1922. Celkem turnaj hrálo 249 klubů.
Trofej získal podruhé v klubové historii, obhájce minulého ročníku Red Star FC, který ve finále porazil Stade Rennais FC 2:0.